# Marsenina prodita
Marsenina prodita är en snäckart som beskrevs av Loven 1846. Marsenina prodita ingår i släktet Marsenina och familjen Lamellariidae. Inga underarter finns listade i Catalogue of Life.